# Lambert Sustris

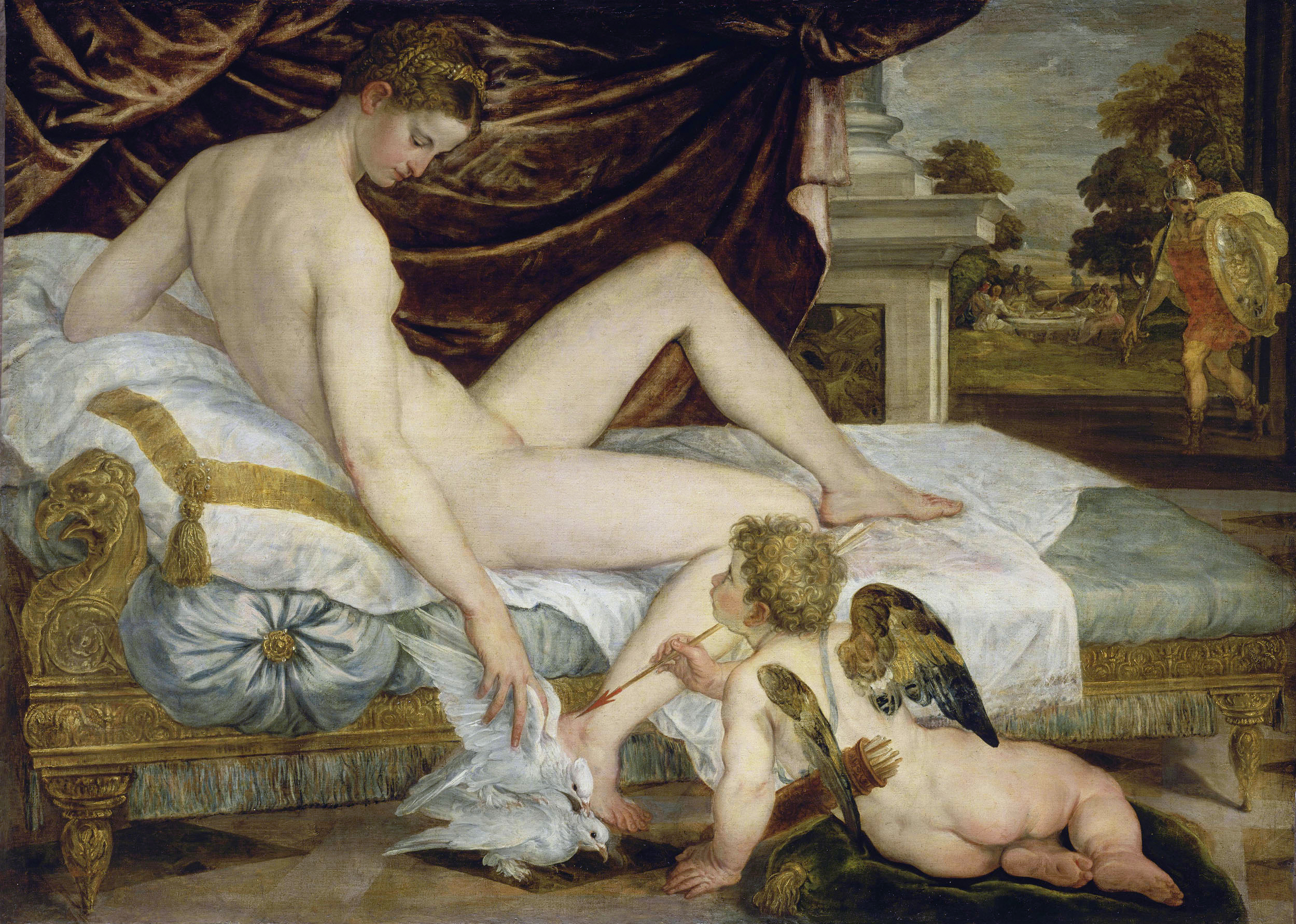
Venus e o Amor, Louvre, 1550

Lambert Sustris (c. 1515-1520, morreu c. 1584) foi um pintor holandês que trabalhou principalmente em Veneza durante o estilo maneirista. Ele também é conhecido como Alberto de Olanda (Alberto de Holanda) . Ele nasceu em Amsterdã, e só veio a Veneza, quando mais de 40 anos. Voltando a Veneza, foi influenciado por Parmigianino e Meldolla Andrea. Ele foi um professor de Girolamo Muziano.